# Oxycerina hauseri
Oxycerina hauseri är en tvåvingeart som beskrevs av Rozkosny och Norman E. Woodley 2010. Oxycerina hauseri ingår i släktet Oxycerina och familjen vapenflugor. Inga underarter finns listade i Catalogue of Life.